# ریسینگ اولوزیون
ریسینگ اولوزیون (انگلیسی: Racing Evoluzione) یک بازی ویدئویی برای اکس‌باکس است.